# Open relay
 (septembre 2020).
Si vous disposez d'ouvrages ou d'articles de référence ou si vous connaissez des sites web de qualité traitant du thème abordé ici, merci de compléter l'article en donnant les références utiles à sa vérifiabilité et en les liant à la section « Notes et références ».
Un relais de courrier ouvert, open relay ou relais ouvert est un serveur SMTP (Simple Mail Transfer Protocol, ou Protocole de transfert courriel simple) configuré de telle sorte qu'il permet à n'importe qui sur Internet d'envoyer un courriel par son intermédiaire, et pas seulement du courrier destiné à ou provenant d'utilisateurs connus. 
C'était il y a quelques années encore[Quand ?], la configuration par défaut de nombreux serveurs de courrier ; en effet, c'est ainsi qu'Internet a été initialement configuré, mais les relais de courrier ouverts sont devenus impopulaires en raison de leur fragilité face aux hackers et spammeurs et certains vers.  De nombreux relais ont été fermés, ou ont été placés sur des listes noires par d'autres serveurs.

## Historique
Jusqu'à la fin des années 1990, les serveurs de courrier électronique étaient généralement configurés intentionnellement comme des relais ouverts ; c'était souvent le paramètre par défaut de l'installation. La méthode traditionnelle de stockage et de transfert du courrier électronique vers sa destination exigeait qu'il soit transmis d'ordinateur à ordinateur (par et au-delà d'Internet) via des modems sur les lignes téléphoniques. Pour de nombreux réseaux anciens, tels que UUCPNET, FidoNet et BITNET, les listes de machines qui étaient des relais ouverts constituaient une partie essentielle de ces réseaux.
Le protocole SMTP est un protocole texte assez ancien (plus ancien que le web) mais a connu quelques évolutions comme notamment l'authentification et le chiffrement). Historiquement le port utilisé était le 25 mais c'est généralement le port 587 qui est désormais utilisé dans le cas d'envoi de courriels. À l'usage il s'est créé une distinction entre les protocoles d'envoi et de réception.

## Fonctionnement

Fonctionnement schématique de l'envoi d'un courriel. À gauche le point noir représente l'expéditeur; des données sont échangés via SMTP du MUA vers le MTA, qui envoie les données du message vers l'agent de distribution du courriel (MDA) sur serveur, qui le transmet au MUA du destinataire (point noir entouré à droite)

Un client courriel est appelé un MUA (pour Mail User Agent, en anglais), par exemple le logiciel de messagerie Thunderbird, dont la mission est de converser avec un MTA (Mail Transfer Agent, en anglais) qui est chargé d'envoyer/recevoir concrètement les données des messages. Le client courriel donne un message (courriel) tout juste préparé au serveur SMTP qui a été configuré au préalable, en utilisant le protocole SMTP.